# Metopius nodiformis
Metopius nodiformis là một loài tò vò trong họ Ichneumonidae.